# Herpt
Herpt is een dorp  in de gemeente Heusden in de Nederlandse provincie Noord-Brabant. Tot de gemeentelijke herindeling van 1997 behoorde het bij de voormalige gemeente Heusden, daarna bij de gelijknamige grotere fusiegemeente. Onder Herpt valt ook de buurtschap Luttelherpt.
Herpt vormde samen met Bern de gemeente Herpt-en-Bern, die verder de buurtschap Luttelherpt en de Doornwaard omvatte, toen een hoger gelegen glooiende uiterwaard. Sinds het graven van de Bergsche Maas is dat een polder van 89 bunder, die evenals Bern aan de Afgedamde Maas en aan de noordkant van de Bergsche Maas ligt. Die scheiding vond plaats tussen 1890 en 1904, waarna Herpt tot 1935 een zelfstandige gemeente was. Bern kwam in de provincie Gelderland te liggen en tussen Bern en Herpt vaart het Bernse Veer, dat vooral voor landbouwverkeer gebruikt wordt.

## Bevolking, inkomen werk en bewoning
Volgens het CBS heeft het dorp 695 inwoners, volgens GBA-gegevens 746. Het aantal inwoners is volgens het CBS vanaf 1997 stabiel tussen 690 en 720. Meer dan de helft (57%) van de 264 woningen is vrijstaand, ruim een kwart (27%) is twee-onder-een kap. De helft van de huizen dateert uit de periode 1961-1975, maar door de aanwezigheid van oude boerderijen en andere oude huizen is het woningbestand vrij oud, gemiddeld 60 jaar.
Bij een wijkanalyse van de gemeente Heusden werd Herpt beschouwd samen drie andere kleine kernen: Hedikhuizen (276 inwoners), Heesbeen (180) en Doeveren (73). Herpt heeft met 746 inwoners een grotere bevolking dan de andere drie gezamenlijk. In Herpt en ook in Hedikhuizen wonen relatief veel mensen met een hoog inkomen. Vergeleken met de rest van de gemeente wonen in de kleine kernen weinig alleenstaanden: 17%. Het aantal niet-westerse allochtonen is ook laag, 1%. De bewoners rapporteren een grote sociale cohesie en solidariteit.

## Geschiedenis
De oudste bewoningssporen van Herpt dateren uit de 10e eeuw. Herpt is gebouwd op stroomruggen langs de Maas. Het betrof een aantal min of meer evenwijdige straten met vooral agrarische bebouwing. Tot in de 11e eeuw viel Herpt onder de parochie Aalburg en in 1148 verkreeg Herpt als zelfstandige parochie een eigen pastoor. In de omgeving van het kerkje ontwikkelde zich een ambachtenbuurt. Het romaanse kerkje was gebouwd in tufsteen en gewijd aan de heilige Trudo. In 1250 werd aan de westkant een toren gebouwd. In de 15e eeuw werd het kerkje gesloopt en vervangen door een gebouw in gotische stijl, dat 1590 werd beschadigd en vervolgens genaast door de hervormden. Het karakteristieke gebouw met de Romaanse tufstenen toren heeft vervolgens dienstgedaan als hervormde kerk, maar op 5 november 1944 werd de toren opgeblazen door de Duitsers. In zijn val verwoestte hij het hele kerkje. 
Na de Reformatie is er lange tijd geen parochie geweest. In 1718 is mogelijk een schuurkerk in gebruik genomen. In 1892 werd opnieuw een parochie gesticht. In 1900 werd een begraafplaats geopend en in 1893 verbouwde men een daartoe aangekocht voormalig café tot noodkerk. Pas in 1924 werd uiteindelijk een bakstenen kerk gebouwd aan de Torenstraat, ontworpen door Caspar Franssen en gewijd aan de Heilige Catharina. In 1969 vertrok de laatste eigen pastoor, waarna tot 1987 nog een waarnemend pastoor vanuit de nabijgelegen Abdij Mariënkroon actief was. Daarna was er geen priester meer en in 2003 werd de parochie met die van Heusden en Hedikhuizen samengevoegd tot de pastorale eenheid Bernse Maasparochies.
Belangrijkste middel van bestaan was de landbouw. Toen in 1908 een stoomzuivelfabriek werd gebouwd stapte een aantal boeren over op de melkveehouderij. In de jaren 70 van de 20e eeuw is een aantal nieuwbouwwoningen gebouwd en er waren eind jaren 70 zelfs plannen om het aantal inwoners te doen toenemen tot 5.000. Deze plannen zijn nooit gerealiseerd: de nieuwbouw kwam tot stand in het nabijgelegen Oudheusden.

## Bezienswaardigheden
- Herpt is een landelijk dorp, waarin nog een paar oude boerderijen te vinden zijn. Drie ervan zijn geklasseerd als rijksmonument.

- De Sint-Catharinakerk.
- De Sint-Trudokerk, waarvan de fundamenten zichtbaar zijn gemaakt.

Zie ook
- Lijst van rijksmonumenten in Herpt
- Lijst van gemeentelijke monumenten in Herpt

## Natuur en landschap
De omgeving van Herpt wordt vooral door landbouw gekenmerkt. Er is een veerpont, het Bernse veer geheten, naar Bern. Ten oosten van Herpt bevindt zich het Oude Maasje, een kleine waterloop die nu verbonden is met de Koningsvliet.

## Sport
Op zaterdag 20 augustus 2022 liep de route van de tweede etappe (van 's-Hertogenbosch naar Utrecht) van de Ronde van Spanje 2022 door Herpt.

## Geboren in Herpt
- Mark Buijs, politicus
- Arie Kloostra, verzetsstrijder
- Jan Verhoeven, zanger

## Aangrenzende kernen
Heusden, Oudheusden, Bern (veerpont), Haarsteeg, Hedikhuizen.